# クーティアラ
クーティアラ（フランス語: Koutiala）はマリのクーティアラ州のクーティアラ圏の中心都市。2009年の人口は14万1444人。

## 歴史
16世紀、セグーのバンバラ族のクリバリー家がクーティアラを設立した。
1958年、植民地政府が市長を任命する「準コミューン」としてクーティアラ・コミューンが創設された。1966年3月2日、自治権を獲得し正式なコミューンに昇格した。
2023年2月22日、行政区画再編によりシカソ州からクーティアラ州に移管された。

## 経済
マリの綿生産の中心地で、「白金の首都」とも呼ばれるが、

1980年代からの不景気の影響を受けている。

唐人稗・モロコシ属・玉蜀黍生産も盛んである。

「マリ繊維開発会社」(CMDT)と「マリ綿油工場」(HUICOMA)が有る。

## 姉妹都市
- アランソン(フランス・バス＝ノルマンディー地域圏・オルヌ県)

## 著名人
- イブラヒム・ブバカール・ケイタ( Ibrahim Boubacar Keïta)(1945年～)
  - 首相(1994年～2000年)
  - 国会議長(2002年～2007年)
  - 大統領(2013年～)